# 维瓦赖地区圣安德烈
维瓦赖地区圣安德烈（法語：Saint-André-en-Vivarais，法語發音：[sɛ̃.t‿ɑ̃dʁe ɑ̃ vivaʁɛ]）是法国阿尔代什省的一个市镇，位于该省西北部，和上卢瓦尔省接壤，属于罗讷河畔图尔农区。

## 地理
维瓦赖地区圣安德烈（45°7'16"N, 4°24'40"E）面积20.48 平方千米，位于法国奥弗涅-罗讷-阿尔卑斯大区阿尔代什省，该省份为法国东南部内陆省份，北起顺时针与卢瓦尔省、伊泽尔省、德龙省、沃克吕兹省、加尔省、洛泽尔省和上盧瓦爾省接壤。
与维瓦赖地区圣安德烈接壤的市镇（或旧市镇、城区）包括：德韦塞、罗什波勒、杜河畔圣皮埃尔、勒马斯德唐斯、蒙勒加尔、圣博内勒弗鲁瓦。

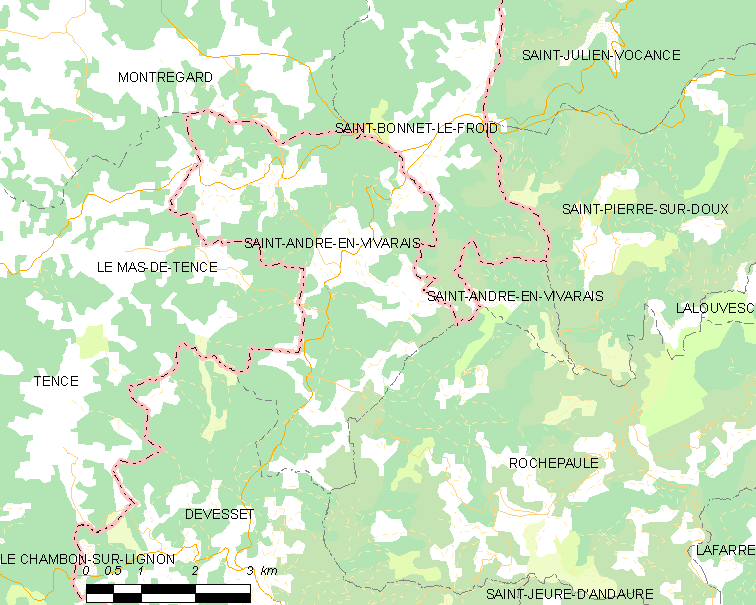
维瓦赖地区圣安德烈的OSM定位图

维瓦赖地区圣安德烈的时区为UTC+01:00、UTC+02:00（夏令时）。

## 行政
维瓦赖地区圣安德烈的邮政编码为07690，INSEE市镇编码为07212。

## 政治
维瓦赖地区圣安德烈所属的省级选区为上埃里约县。

## 人口

1962-2008年间维瓦赖地区圣安德烈人口变化图示

维瓦赖地区圣安德烈于2022年1月1日时的人口数量为211人。